# Hoikka-Paukuttaja
Hoikka-Paukuttaja eller Hoikkajärvi är en sjö i Finland. Den ligger i kommunen Suomussalmi i landskapet Kajanaland, i den nordöstra delen av landet, 600 km norr om huvudstaden Helsingfors. Hoikka-Paukuttaja ligger 248,2 meter över havet. Den är 4,15 meter djup. Arean är 43,1 hektar och strandlinjen är 4,8 kilometer lång. Sjön  ingår i Uleälvens huvudavrinningsområde. 